# Biblia moralizada de Nápoles
La Biblia moralizada de Nápoles es un códice iluminado de mediados del siglo XIV, conservado en la Biblioteca Nacional de Francia bajo la signatura Ms Fr 9561.

## Historia
La Biblia moralizada de Nápoles fue encargada por Roberto I de Nápoles al final de su reinado y finalizada a principios de la década de 1350 bajo el reinado de su nieta Juana I de Nápoles. El códice tuvo como modelo una Biblia moralizada francesa, en un volumen, realizada en París hacia 1240 y que había pertenecido a Carlos de Anjou, hermano menor de san Luis, para quien su madre, Blanca de Castilla, encargó la Biblia de San Luis.

## Descripción
Los medallones característicos de estas Biblias son aquí sustituidos por registros rectangulares más propios de la tradición italo-antigua, e incluso de acuerdo con las bandas de la pintura al fresco que florecen desde 1300 sobre las extensas superficies de los nuevos edificios. Estos son algunos referentes culturales dominantes que otorgan al manuscrito napolitano su propio carácter.
La Biblia, escrita en francés, contiene una parte del Antiguo Testamento (desde el Génesis hasta el 3.er libro de los Jueces, folios 1-112v) acompañada de moralizaciones y un ciclo neotestamentario muy desarrollado, desde la expulsión de Joaquín del Templo hasta la Pentecostés, folios 113r-189v).
Se trata de un encargo de lujo y cada folio está pintado solo por un lado, el lado carne. La obra es extraordinaria y la excepcional calidad pictórica de sus miniaturas, principalmente de las 76 a página entera que relatan los momentos claves de la vida y pasión de Cristo, ha sido puesta de manifiesto por los historiadores del arte.
Esta Biblia presenta, en un mismo volumen, una yuxtaposición de dos fórmulas ilustrativas. Las primeras 128 miniaturas se inscriben en el género de las Biblias Moralizadas. Excepto el frontispicio a toda página del folio 1, las miniaturas de la sección veterotestamentaria se enmarcan en una orla a menudo pintada con decoraciones de tipo vegetal y se dividen en dos registros, la parte superior para las escenas bíblicas y la inferior para su moralización. Las 76 pinturas a página entera del ciclo neotestamentario contrastan radicalmente con el ciclo que precede introduciéndonos en un ámbito figurativo y espiritual diferente, de inspiración principalmente giottesca.
La obra ofrece uno de los más raros y logrados ejemplos de pintura verdaderamente napolitana, una síntesis paradójica de las mejores corrientes artísticas del momento antes de la homogeneización del gótico internacional.